# Front roumain (1944)
Pour les articles homonymes, voir Front roumain.

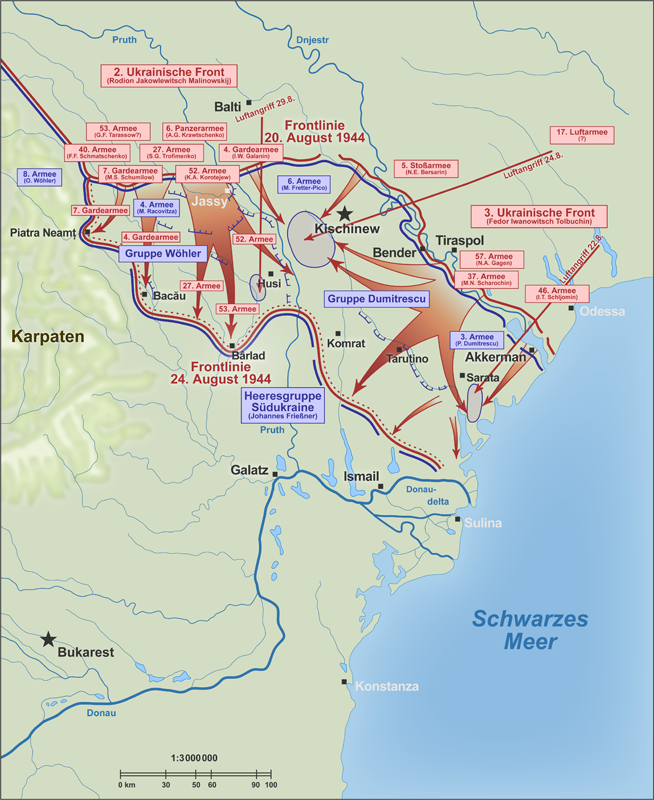
L'ouverture du front roumain par les généraux Gheorghe Avramescu et Petre Dumitrescu, et l'avance soviétique les 20, 21, 22 et 23 août 1944.

Le Front roumain durant la Seconde Guerre mondiale oppose :
- de mars 1944 au 23 août 1944, les forces de l'Axe d'une part, comprenant la Wehrmacht, des troupes hongroises ainsi que le gros de l'Armée roumaine, et d'autre part l'Armée rouge soviétique et les deux divisions roumaines alliées « Tudor Vladimirescu » et « Horea, Cloșca et Crișan » (en), puis,
- à partir du 24 août 1944, les forces de l'Axe, soit trois armées allemandes (2e, 6e et 8e) et deux hongroises (2e et 3e) contre l'Armée roumaine passée du côté des Alliés et l'Armée rouge soviétique (deuxième et troisième Front d'Ukraine).

Le front roumain de la Seconde Guerre mondiale l'été 1944.

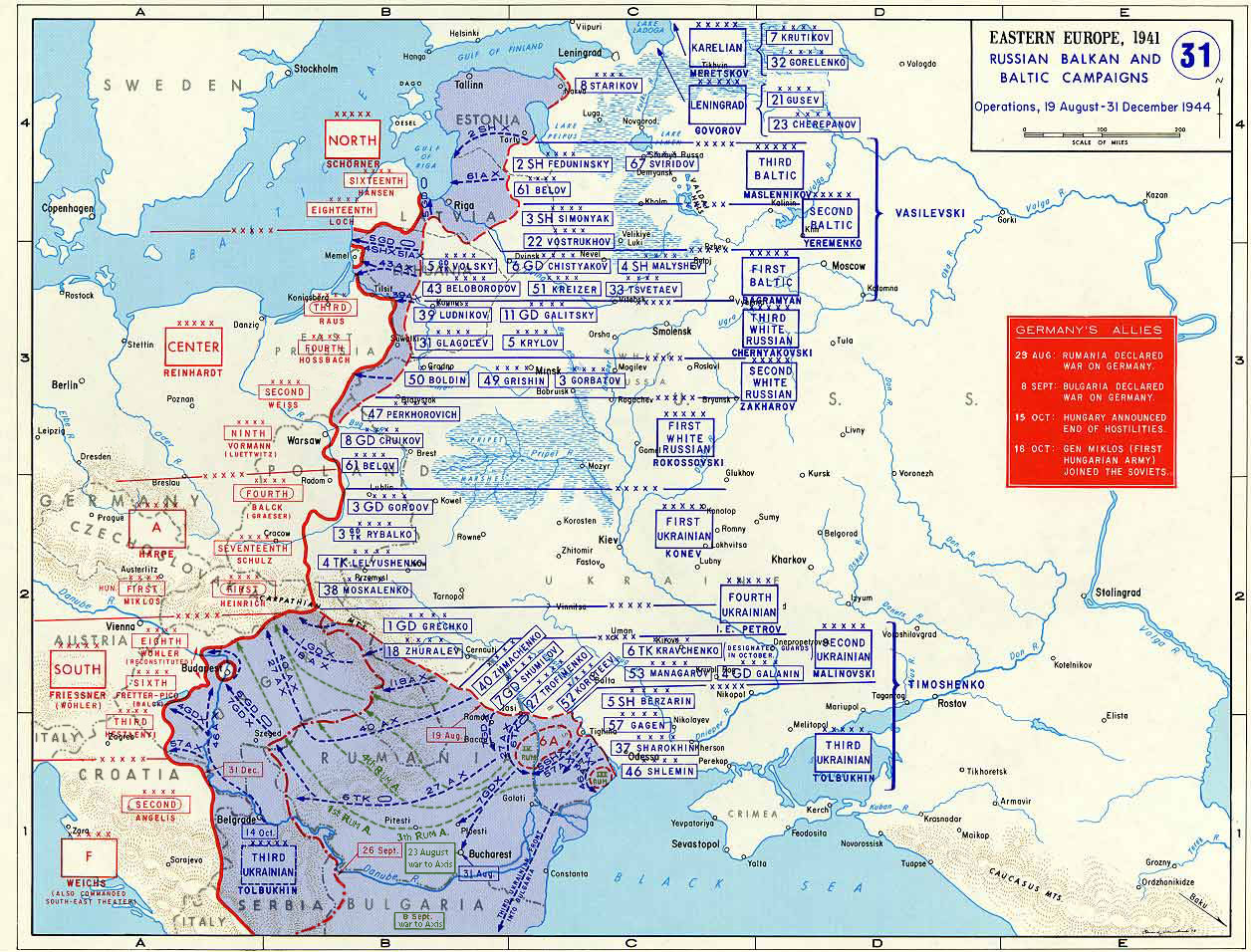
Le front de l'Est du 19 au 31 août 1944 : en bleu, le territoire conquis par les Soviétiques en Europe du Sud-Est à la suite du retournement du front roumain. Dans l'original américain de cette carte, les frontières sont en partie fantaisistes, et seules les troupes soviétiques sont montrées côté Allié.

## Contexte
La Roumanie a participé à la Seconde Guerre mondiale du 22 juin 1941 au 9 mai 1945 : jusqu'au 22 août 1944 le régime fasciste Antonescu combat aux côtés de l'Axe tandis que deux divisions (« Tudor Vladimirescu » et « Horia-Cloșca-Crisan »), quelques unités de la flotte et aviateurs, combattent du côté Allié ; à partir du 23 août 1944 le pays entier passe du côté Allié.
- 473 000 soldats roumains ont été engagés aux côtés des Allemands contre l'URSS : parmi les forces de l'Axe, il s'agit du contingent le plus fourni après celui de l'Allemagne[2]. Les opérations militaires des forces roumaines terrestres contre l'URSS les portent vers l'est jusqu'au sud-ouest d'Astrakhan, en Kalmoukie (automne 1942). 139 000 soldats roumains se rendent ou sont faits prisonniers à Stalingrad : environ un quart rejoint les divisions « Vladimirescu », « Horea, Cloșca et Crișan » (en), la moitié reprend la guerre dans l'armée roumaine lorsque la Roumanie rejoint les Alliés, le dernier quart reste et meurt en captivité[3].
- 397 000 soldats roumains ont été engagés aux côtés des Soviétiques contre l'Axe : il s'agit du contingent le plus fourni après ceux des États-Unis, de l'URSS et de l'Empire britannique[4]. La campagne militaire roumaine, terrestre et aérienne, se poursuit vers l'ouest sous les ordres de l'Armée rouge jusqu'aux abords de Prague en Tchécoslovaquie (Chotěboř-Humpolec)[5].

## Déroulement

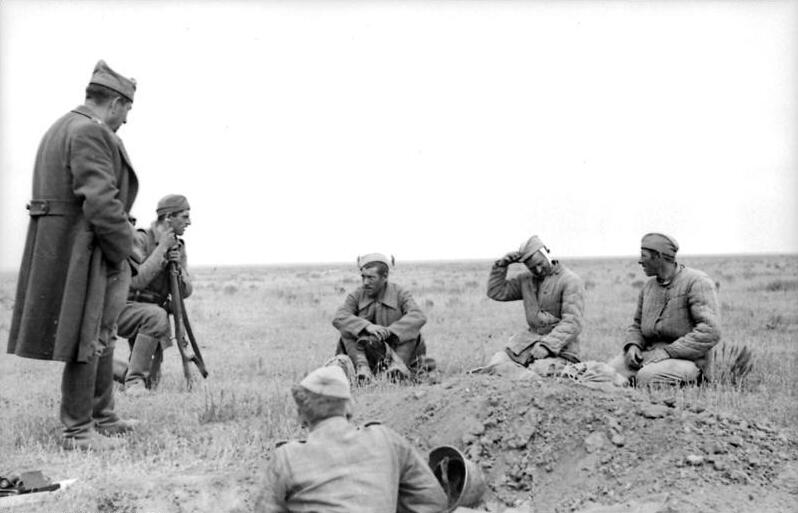
Militaires roumains et soviétiques discutant près de Stalingrad en 1942 : les seconds sont, en théorie, prisonniers des premiers... mais pour peu de temps : les Roumains seront bientôt engagés dans les divisions roumaines alliées « Tudor Vladimirescu » et « Horia-Cloșca-Crișan ».

En mars 1944, le front de l'Est de l'Axe recule vers l'Ouest devant l'offensive de l'Armée rouge (IIe front et IIIe front d'Ukraine). Après une première avancée partielle en Roumanie, les Soviétiques stabilisent le front pour cinq mois en Moldavie septentrionale et concentrent leurs forces plus au nord, pour avancer en Pologne, car ils savent que la mission clandestine inter-Alliée Autonomous du SOE est à Bucarest, en contact avec le roi roumain Michel Ier qui négocie, à Ankara et au Caire, par l'intermédiaire du prince Barbu Știrbei et de la princesse Marthe Bibesco, le passage de la Roumanie aux Alliés. Staline attend donc que la Roumanie « tombe comme un fruit mûr », ce qui se produit le 20 août 1944 lorsque les généraux roumains Gheorghe Avramescu et Petre Dumitrescu ouvrent le front aux soviétiques : ayant perdu 8 300 tués, 25 000 blessés et 25 avions, ils sont accusés de trahison, et, pour quelques heures, sont remplacés par Ilie Șteflea, un fidèle du maréchal Antonescu, allié d'Hitler, le jour même de l'arrestation du dictateur lors du coup d'état du 23 août 1944. Du 20 au 23 août l'Armée rouge avance d'une cinquantaine de kilomètres, créant assez de panique dans l'état-major roumain pour permettre au roi Michel Ier, le 23 août 1944 d'arrêter et destituer Antonescu, tandis qu'à Stockholm, l'ambassadeur roumain Frederic Nanu et son attaché Neagu Djuvara, demandent l'armistice aux Alliés, par l'intermédiaire de l'ambassadrice soviétique Alexandra Kollontaï. 
À Bucarest, le roi Michel Ier et le Conseil national de la résistance proposent à l'ambassadeur allemand Manfred von Killinger une reddition sans combats des forces allemandes présentes sur le sol roumain. Von Killinger refuse et la Roumanie, désormais gouvernée par le général Sănătescu, déclare la guerre à l'Axe sans attendre la réponse des Alliés à sa demande d'armistice. Au matin du 24 août 1944, elle engage 397 000 hommes contre l'Allemagne et la Hongrie. L'armée roumaine reçoit l'ordre de cesser toute résistance contre les Soviétiques et d'engager contre les forces Allemandes et Hongroises des actions offensives afin d'en « libérer le territoire roumain ».

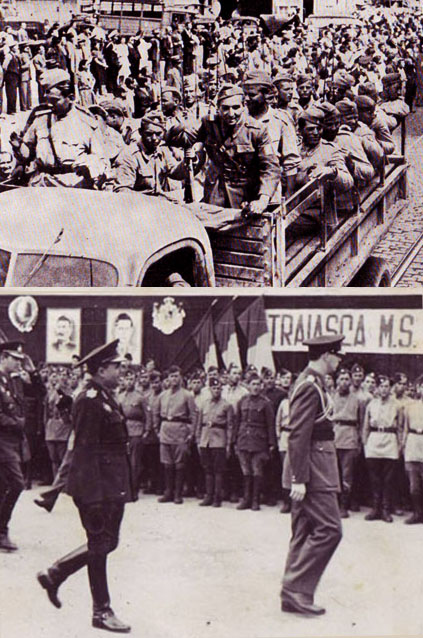
La division « Tudor Vladimirescu » lors de son entrée dans Bucarest fin août 1944 ; en bas, passée en revue par le roi Michel Ier début septembre.

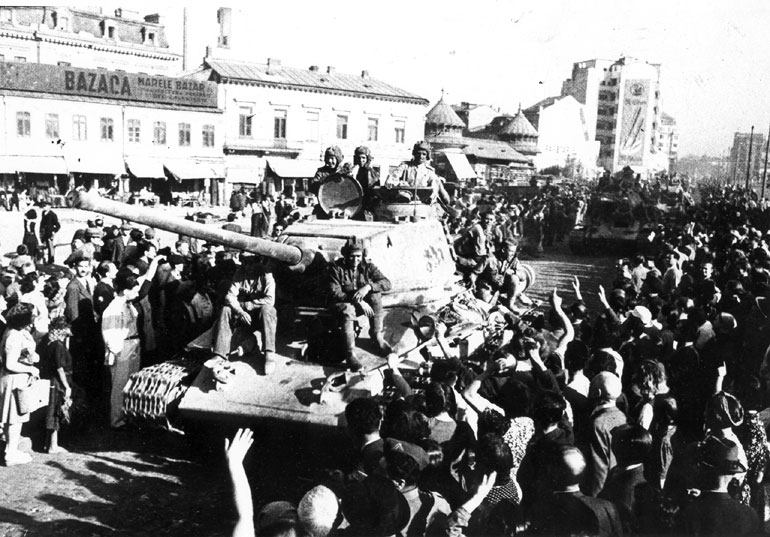
Accueillie en libératrice par les bucarestois anti-allemands (mais avec méfiance par ceux craignant le communisme), l'Armée rouge entre à son tour à Bucarest, début septembre 1944.

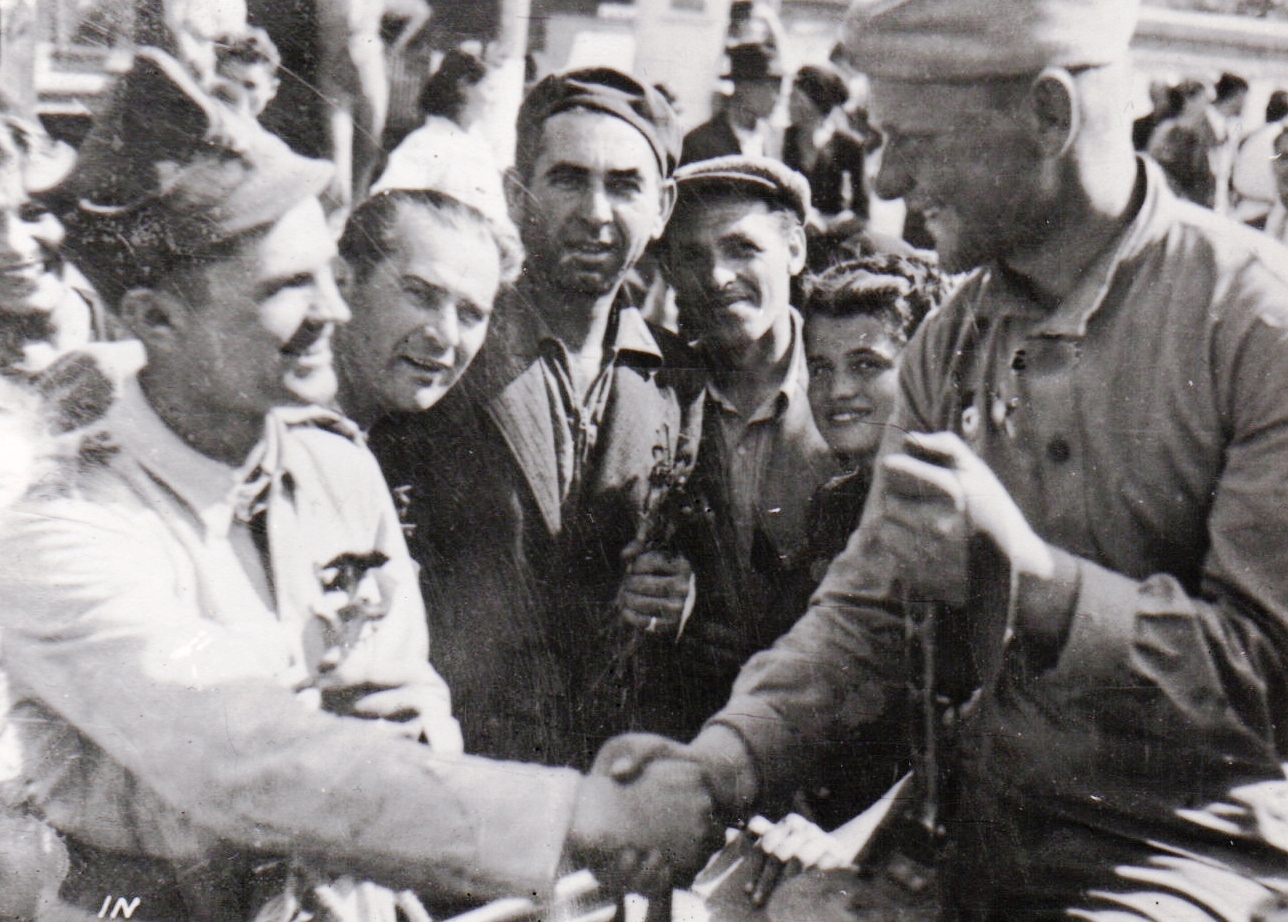
La fraternisation entre l'Armée roumaine et l'Armée rouge, réelle sur le front anti-allemand, est mise en exergue par les médias, mais à l'arrière, les officiers soviétiques continuent à se méfier des Roumains tandis que le MVD/NKVD multiplie les arrestations.

À partir du 24 août 1944 les forces roumaines, parfois grossies d'engagés venus des maquis, quittent leurs positions sur le front soviétique et lancent leurs offensives contre l'Axe. L'Armée rouge avance dans leur sillage ou à leurs côtés, et le front se déplace alors de 700 km vers le sud-ouest en une semaine. Parmi les forces alliées, la Roumanie engage le quatrième contingent le plus fourni après ceux de l'URSS, des États-Unis et du Royaume-Uni. Du moins, sur le front, car dans les chancelleries, les réponses de l'URSS, des États-Unis et du Royaume-Uni se font attendre jusqu'au 12 septembre 1944, et les Alliés continuent à considérer la Roumanie comme un pays ennemi.
De ce fait, pendant la durée de cette attente (trois semaines) les gares, les ports, Ploiești et Bucarest furent successivement bombardés par les Stukas de la Luftwaffe basés à Băneasa, au nord de Bucarest, par les bombardiers lourds américains venus de Foggia et par l'aviation soviétique ; la Wehrmacht comme l'Armée rouge se considérant en terrain ennemi ou en territoire occupé, pratiquèrent le pillage et le viol systématiques. L'armée roumaine, qui subit la contre-attaque allemande, continue à être attaquée par l'Armée rouge, bien qu'elle ait reçu l'ordre de ne pas se défendre. Les Soviétiques s'emparent de nombreux armements et continuent à faire des prisonniers, tout comme les Allemands.
Pendant cette période, les forces de l'Axe opposèrent une résistance variable selon les endroits : elle fut vive aux abords des aérodromes (la Luftwaffe basée en Roumanie bombarda les gares roumaines et Bucarest), des ports du Danube (importants pour la Kriegsmarine) et autour des champs de pétrole de Ploiești, important enjeu stratégique ; elle fut plus sporadique ailleurs. La Wehrmacht et les forces hongroises protégeaient en fait leur retraite, essayant de rapatrier le maximum de matériel et pratiquant la « stratégie de la terre brûlée ».
Le 12 septembre 1944 l'armistice peut enfin être signé à Moscou par le même prince Barbu Știrbei qui, à Ankara, avait négocié avec les Alliés et vainement tenté d'obtenir d'eux un débarquement anglo-américain dans les Balkans.
Avant comme après l'armistice, de nombreux officiers supérieurs roumains furent arrêtés par le NKVD et emmenés en captivité en URSS où ils furent jugés selon leur comportement sous les ordres du régime Antonescu dans la guerre anti-soviétique : plus d'un finit au Goulag pour ne jamais revenir. Parmi les 140 000 militaires roumains faits prisonniers (souvent par unités entières), la plupart des simples soldats furent libérés après le 12 septembre 1944 (certaines unités furent prisonnières pour quelques heures seulement) et regagnèrent le front anti-allemand, mais la majorité des gradés ne revinrent pas de captivité. D'autres, en revanche, favorables à la cause soviétique, furent promus à la place des disparus et 58 officiers supérieurs reçurent la plus haute distinction soviétique, l'Ordre de la Victoire. Progressivement, les forces roumaines sont réorganisées et mises sous haut commandement soviétique, tandis que les forces navales et aériennes sont directement intégrées aux unités soviétiques c'est-à-dire confisquées. Le matériel de l'armée roumaine pris par les Soviétiques (y compris après le 23 août) reste à leur disposition, comme celui pris par les Roumains aux Allemands et aux Hongrois, et comme les prisonniers allemands ou hongrois faits par l'Armée roumaine.

## Suites

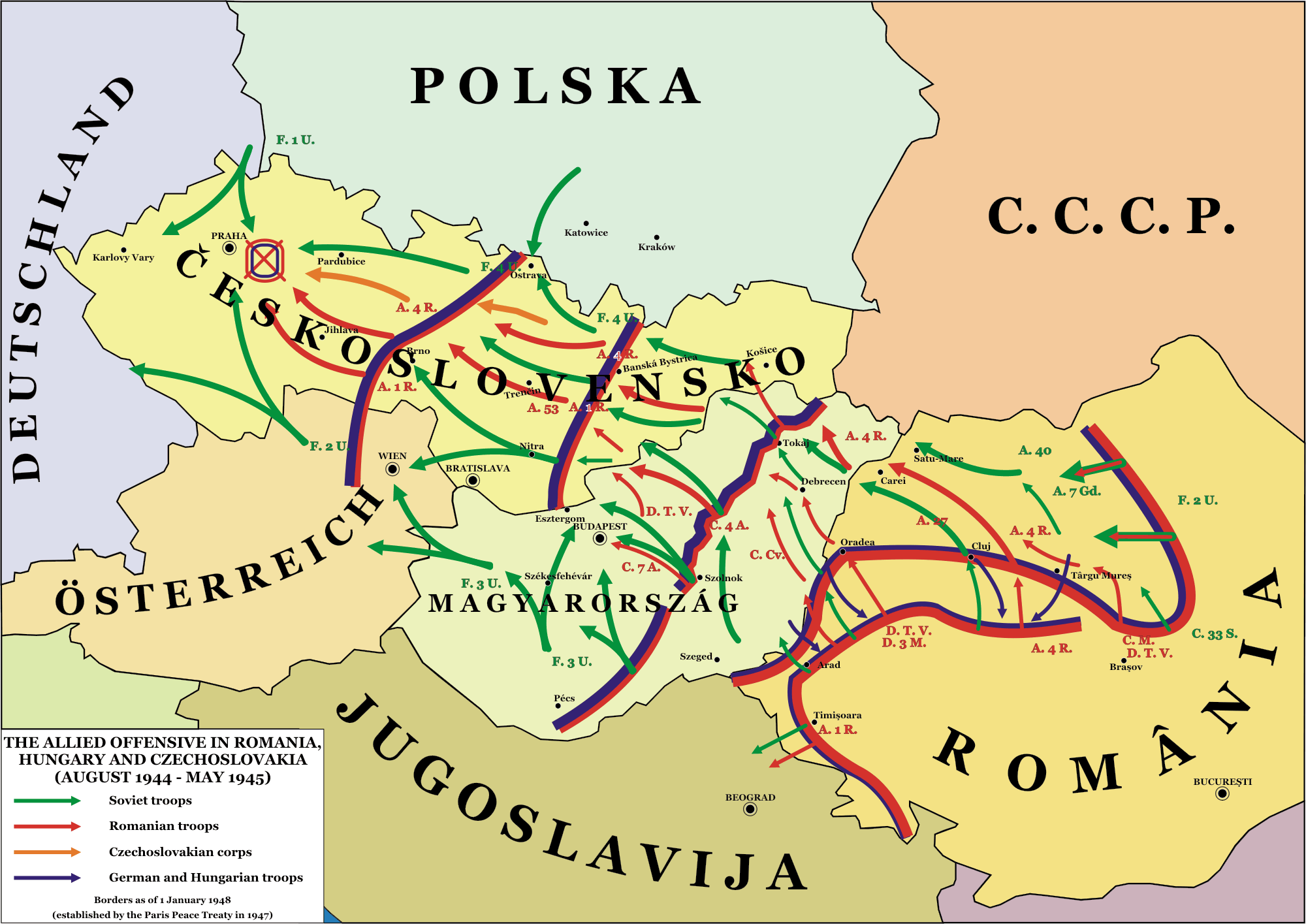
En rouge, la guerre de la Roumanie contre l'Axe du côté Allié du 24 août 1944 au 7 mai 1945 aux côtés des armées soviétiques (en vert).

Une fois déclarée la guerre contre l'Axe, les opérations militaires des forces roumaines terrestres contre l'Axe s'échelonnent du 24 août 1944 (en Roumanie même) au 7 mai 1945 (Chotěboř-Humpolec à l'est de Prague). Selon Winston Churchill, le « retournement du front roumain » et l'entrée en guerre de la Roumanie aux côtés des Alliés a évité la mort de centaines de milliers de soldats Alliés et a accéléré la fin de la Seconde Guerre mondiale de six mois en obligeant la Wehrmacht à évacuer les Balkans et la Grèce. Durant les opérations, les Allemands perdent 215 000 hommes, dont 100 000 tués et 115 000 faits prisonniers par les Roumains ou l'Armée rouge. Tous les soldats allemands faits prisonniers par l'armée roumaine furent, conformément aux demandes soviétiques, livrés à l'Armée rouge, y compris ceux qui, étant issus de la minorité allemande de Roumanie, étaient citoyens roumains.
Ayant combattu dans les deux camps, mais bien plus longtemps dans celui de l'Axe (plus de trois ans, contre 8 mois avec les Alliés) la Roumanie signa le traité de paix de Paris en « pays vaincu », en 1947. Toutefois, pour sa contribution du côté Allié, la Roumanie, bien que « vaincue », put récupérer la Transylvanie du Nord qu'un arbitrage d'Adolf Hitler avait, en 1940, attribuée à la Hongrie. Par ailleurs, le roi Michel Ier reçut lui aussi l'ordre soviétique de la Victoire, décerné sur ordre de Joseph Staline lui-même.
Après la guerre, le retournement du front roumain fut largement ignoré dans l'historiographie occidentale grand public, qui présente l'entrée des Soviétiques dans les Balkans en août 1944 comme la simple conséquence de l'avance des généraux Rodion Malinovski et Fiodor Tolboukhine à partir du 20 août, sans mentionner le changement d'alliance de la Roumanie. C'est le cas de la quasi-totalité des manuels scolaires et des documentaires télévisuels comme la série « La Seconde Guerre mondiale en couleur » de Nick Davidson (8e épisode), mais aussi d'ouvrages plus spécialisés tel l'ouvrage de Pat McTaggart Red Storm in Romania ; en revanche, Johannes Frießner, commandant allemand du Groupe d'armées Sud, relate largement la « trahison des Roumains ».

## Commandants

### Forces de l'Axe
- Wehrmacht et Luftwaffe :
  - Johannes Frießner (commandant le Groupe d'armées Sud)
  - Walter Weiß (IIe armée, dans le Banat)
  - Maximilian Fretter-Pico (VIe armée, en Valachie, puis Transylvanie de sud)
  - Hellmuth Reinhardt (VIIIe armée, en Moldavie, puis Transylvanie du nord)
  - Alexander Holle (Luftflotte 4)
- Hongrie :
  - Miklós Horthy
- Roumanie jusqu'au 23 août 1944 :
  - Ion Antonescu
  - Petre Dumitrescu.

### Alliés
- Armée rouge (IIe front et IIIe fronts soviétiques d'Ukraine) :
  - Rodion Malinovski
  - Fiodor Tolboukhine
- Roumanie avant le 23 août 1944 (divisions « Tudor Vladimirescu » et « Horia-Cloșca-Crisan ») :
  - Nicolae Cambrea
  - Iacob Teclu
- Roumanie à partir du 24 août 1944 :
  - Constantin Sănătescu
  - Gheorghe Avramescu
  - Nicolae Rădescu